# Mariners de Seattle
 Saison 2025 des Mariners de Seattle
Les Mariners de Seattle (Seattle Mariners en anglais) sont une franchise de baseball de la Ligue majeure de baseball situé à Seattle (Washington, É.-U.). Ils évoluent dans la division Ouest de la Ligue américaine. Les Mariners jouent depuis 1999 au T-Mobile Park, enceinte de 47 116 places.
Les Mariners n'ont jamais remporté le titre, et restent la seule formation actuelle de la MLB à n'avoir jamais joué en Série mondiale.
La société japonaise de jeux vidéo Nintendo est l'actionnaire majoritaire de la franchise entre 1992 et 2016 après avoir déboursé plus de 125 millions de dollars .
Et Nintendo a conservé une part de propriété de 10% dans l'équipe après la conclusion de la vente en août 2016.

## Palmarès
- Champion de Série mondiale (World Series) : Aucun
- Champion de la Ligue américaine : Aucun
- Titres de division (3) : 1995, 1997 et 2001
- Meilleur deuxième : 2000

## Histoire
La création de cette franchise fait suite au procès opposant les autorités de la ville de Seattle et la MLB au sujet du déménagement des Pilots de Seattle vers Milwaukee en 1970. Le procès était toujours en cours en 1976 quand la MLB proposa pour mettre fin aux procédures la création d'une nouvelle franchise à Seattle.

Logo de 1987 à 1992.

Les Mariners disputent leur premier match le 6 avril 1977 dans un Kingdome affichant complet : 57 762 spectateurs. L'enthousiasme ne se confirme pas et la moyenne des spectateurs plafonne à 16 525 lors de cette saison inaugurale. Les résultats sont, il est vrai, décevants avec 64 victoires pour 98 défaites. Les fans doivent patienter jusqu'en 1991 pour voir leurs favoris compléter une saison positive (83–79) et 1995 pour le gain du titre de la division ouest, ouvrant la voie à une belle série des Mariners. Ils disputent la course au titre de division chaque année jusqu'en 2003 inclus et enlèvent le fanion en 1997 et 2001. Ils atteignent également la finale de Ligue américaine en 2000 via la wild card attribuée au meilleur deuxième. Les Yankees de New York stoppent le parcours des Mariners en six matchs. En 2001, les mêmes Yankees éliminent les M's en cinq matchs. Cette saison 2001 reste dans les livres des records avec les 116 victoires accumulées en saison régulière, record du genre en MLB. Avec de tels résultats, les affluences quadruplent, passant de 10 044 en 1984 à 43 740 en 2002.
Depuis 2004, les Mariners marquent nettement le pas et signent trois saisons négatives (63–99 en 2004, 69–93 en 2005 et 78–84 en 2006) avant d'enregistrer une saison positive en 2007 (88–74).

## Effectif actuel
|  |  |  |  |

### Mariners auHall of Fame
Ken Griffey Jr. et Edgar Martinez sont les seuls joueurs présents au Hall of Fame en tant que Mariners. Les lanceurs Gaylord Perry (1982-83) et Rich Gossage (1994) ont effectué de brefs passages par Seattle. Dick Williams (1986-88) y termine sa carrière de manager.

### Numéros retirés
Les Mariners n'ont retiré que deux numéros; le 24, porté par Ken Griffey Jr., et le 11, porté par Edgar Martinez. Les deux numéros étaient retirés à la suite des admissions respectives des deux joueurs dans le Hall of Fame de Baseball. De plus, comme dans l'ensemble des autres franchises de la MLB, le numéro 42 est toutefois retiré depuis 1997 en hommage au joueur des Dodgers de Brooklyn, Jackie Robinson.
Les numéros 11 (Edgar Martinez), 14 (Lou Piniella), 19 (Jay Buhner), et 24 (Ken Griffey Jr.) n'ont pas été portés depuis la fin de carrière des joueurs cités. Le numéro 51 porté par le lanceur Randy Johnson était officieusement retiré depuis 1998, mais il fut attribué à Ichiro Suzuki en 2001 à sa demande. Il avait fait toute sa carrière au Japon avec ce numéro.

### Autres trophées et honneurs

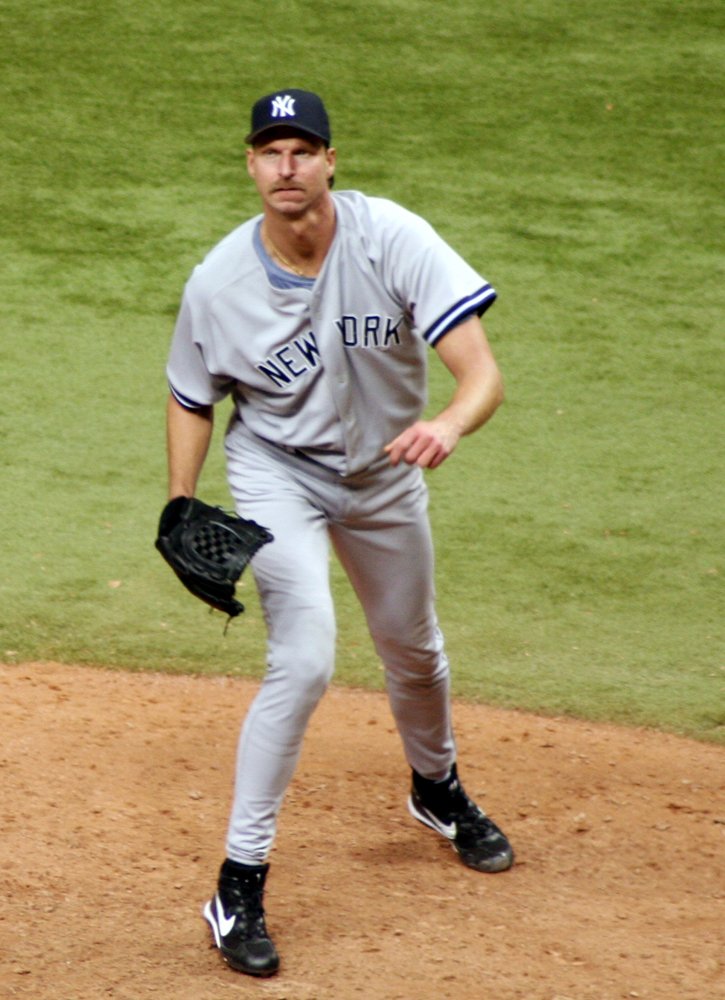
Randy Johnson

| MVP de la saison (depuis 1911) : - Ken Griffey Jr. (1997) - Ichirō Suzuki (2001) Trophée Cy Young (depuis 1956) : - Randy Johnson (1995) - Félix Hernández (2010) Manager de l'année (depuis 1983) : - Lou Piniella (1995 et 2001) |  | Prix Roberto Clemente (depuis 1971) : - Harold Reynolds (1991) - Jamie Moyer (2003) - Edgar Martinez (2004) Recrue de l'année (depuis 1947) : - Alvin Davis (1984) - Kazuhiro Sasaki (2000) - Ichirō Suzuki (2001) |

## Affiliations enligues mineures
| Niveau | Franchise               | Ligue                         | Ville             | État                   | Affilié depuis |
| ------ | ----------------------- | ----------------------------- | ----------------- | ---------------------- | -------------- |
| AAA    | Rainiers de Tacoma      | Ligue de la côte du Pacifique | Tacoma            | Washington             | 1995           |
| AA     | Travelers de l'Arkansas | Texas League                  | North Little Rock | Arkansas               | 2017           |
| A+     | AquaSox d'Everett       | Northwest League              | Everett           | Washington             | 1995           |
| A-     | Nuts de Modesto         | Ligue de Californie           | Modesto           | Californie             | 2017           |
| Rookie | ACL Mariners            | Arizona Complex League        | Peoria            | Arizona                | 1988           |
| Rookie | DSL Mariners            | Dominican Summer League       | Boca Chica        | République dominicaine | 1989           |